# Binali-Yıldırım-Universität Erzincan
Die Binali-Yıldırım-Universität Erzincan (türkisch Erzincan Binali Yıldırım Üniversitesi) ist eine staatliche Universität in Erzincan. Sie wurde am 29. Mai 2006 gegründet und ist somit eine der jüngsten Universitäten der Türkei.

## Die Universität hat folgenden Fakultäten
- Fakultät für Naturwissenschaften und Literatur
- Fakultät für Bildungswissenschaften
- Rechtswissenschaftliche Fakultät
- Fakultät für Wirtschafts- und Verwaltungswissenschaften
- Fakultät für Theologie
- Medizinschule
- Fakultät der Landwirtschaft
- Fakultät für Ingenieurwissenschaften und Architektur
- Fakultät für Gesundheitswissenschaften
- Fakultät für Zahnmedizin
- Fakultät für Pharmazie
- Fakultät der Schönen Künste